# Aristodemos
Aristodemos (gr. Ἀριστόδημος, zm. 479 r. p.n.e.) – Spartiata, jeden spośród trzystu wojowników, którzy w 480 r. p.n.e. pod wodzą króla Leonidasa I mieli stawić czoła armii perskiej w bitwie pod Termopilami. Według Herodota Aristodemos oraz jeszcze jeden Spartanin imieniem Eurytos na krótko przed bitwą zostali dotknięci poważną chorobą oczu, która uczyniła ich praktycznie niezdolnymi do walki, przez co król polecił im wrócić do domu. Eurytos jednak w ostatniej chwili zawrócił z drogi powrotnej i niewidomy stanął do bitwy, w której poległ. Po powrocie do Sparty Aristodemosa czekała hańba, gdyż zgodnie z prawem Likurga z wojny mieli oni prawo wracać jedynie „z tarczą” (zwycięscy) lub „na tarczy” (martwi). W przeciwieństwie jednak do innego męża imieniem Pantites, który przed starciem w Termopilach został wysłany przez króla z misją do Tesalii i nie wrócił na czas, Aristodemos zdołał rok później oczyścić swoje imię ginąc bohaterską śmiercią pod Platejami. Wspomniany Pantites nie miał tyle szczęścia i umarł jako tchórz, powiesiwszy się.